# Damar Forbes
Damar Hopeton Forbes (* 11. September 1990 im Saint Ann Parish) ist ein jamaikanischer Weitspringer.

## Sportliche Laufbahn
Erste internationale Erfahrungen sammelte Damar Forbes bei den Zentralamerika- und Karibikmeisterschaften (CAC) 2011 in Mayagüez, bei denen er mit 7,81 m die Silbermedaille hinter Tyrone Smith von den Bermudas gewann. Zudem qualifizierte er sich für die Weltmeisterschaften in Daegu, bei denen er mit 7,91 m in der Qualifikation ausschied. 2012 nahm er erstmals an den Olympischen Spielen in London teil, bei denen er mit 7,79 m in der Qualifikation ausschied. 2013 nahm er erneut an den Weltmeisterschaften in Moskau teil, bei denen er diesmal ins Finale gelangte und dort mit 8,02 m den achten Platz belegte. 2014 erfolgte die Teilnahme an den Hallenweltmeisterschaften in Sopot, bei denen er mit 7,69 m in der Qualifikation ausschied. Während der Freiluftsaison nahm er an den Commonwealth Games im schottischen Glasgow teil und belegte dort mit 7,71 m den neunten Platz. 
2015 gelangte er bei den Panamerikanischen Spielen in Toronto in das Finale, trat dort aber nicht erneut an. Anschließend ging er bei den Weltmeisterschaften in Peking an den Start, schied dort aber mit 7,62 m in der Qualifikation aus. 2016 nahm Forbes erneut an den Olympischen Spielen in Rio de Janeiro teil und belegte dort mit 7,82 m im Finale den zwölften Platz. Bei den Weltmeisterschaften 2017 in London erreichte er ebenfalls das Finale und belegte mit 7,91 m Rang zwölf. 2018 belegte er bei den Hallenweltmeisterschaften in Birmingham mit 7,21 m Rang 15 und bei den Commonwealth Games im australischen Gold Coast Anfang April belegte er mit 7,88 m Platz acht.
Zwischen 2012 und 2016 wurde Forbes jedes Jahr jamaikanischer Meister im Weitsprung.

## Persönliche Bestleistungen
- Weitsprung: 8,29 m (+0,7 m/s), 11. Juni 2017 in Hengelo
  - Weitsprung (Halle): 8,21 m, 8. März 2013 in Fayetteville